# Роман Зобнин
Роман Зобнин (на руски: Зобнин, Роман Сергеевич) е руски футболист, полузащитник на Спартак (Москва) и руския национален отбор.

## Клубна кариера
Зобнин е възпитаник на Академия „Юрий Коноплев“. През 2011 г. дебютира за местния тим Академия (Толиати) в Руска втора дивизия. В течение на два сезона изиграва 23 мача. През лятото на 2012 г. изкарва проби в Динамо (Москва), но впоследствие решава да се върне в Академия. Все пак през 2013 г. става част от състава на Динамо. На 12 юли 2013 г. записва първия си мач за „синьо-белите“ в двубой с Анжи. През първата си година в тима изиграва 4 срещи. През сезон 2014/15 записва 15 двубоя и дебютира в Лига Европа в мач с Наполи, но в същия двубой получава червен картон. В края на сезона е избран за най-добър млад футболист на тима. През 2015/16 Динамо изпада от Премиер лигата.
През лятото на 2016 г. подписва със Спартак (Москва). Зобнин става важна част от състава на Масимо Карера и помага на тима да спечели шампионската титла, която е първи трофей за Спартак от 2003 г. На 3 април 2017 г. вкарва 2 гола във вратата на ФК Оренбург, които са единствените му за „червено-белите“. След края на сезона попада и в списъка „33 най-добри футболисти в шампионата на Русия“. Пропуска началото на сезон 2017/18 поради контузия, но през ноември 2017 г. се завръща в игра, влизайки като резерва в двубоя с ФК Краснодар.

## Национален отбор
Дебютира за националния отбор на Русия в приятелски мач срещу Казахстан на 31 март 2015 г. Пропуска Купата на конфедерациите през 2017 г. поради контузия в коляното. През 2018 г. е в състава на Русия за световното първенство. Зобнин е титуляр за „Сборная“ в трите мача от груповия етап на турнира.

## Успехи

### Отборни
- Шампион на Русия – 2016/17
- Суперкупа на Русия – 2017

### Индивидуални
- В списък „33 най-добри“ – 2016/17 (№1)